# Wyżnia Walentkowa Czuba
Wyżnia Walentkowa Czuba (słow. Vyšný Valentkov zub, niem. Oberer Valentinszahn, węg. Felső-Bálint-fog) – mało wybitna skalna czuba z kilkoma zębami w głównej grani Tatr. Wznosi się na wysokość 2114 m w Walentkowej Grani pomiędzy Wyżnimi Walentkowymi Wrótkami (Vyšné Valentkove vrátka) 2113 m i Pośrednimi Walentkowymi Wrótkami (Prostredné Valentkove vrátka, 2104 m). Granią tą biegnie granica polsko-słowacka. Stoki południowo-wschodnie opadają ścianą do piargów nad Zadnim Stawem w Dolinie Pięciu Stawów Polskich, stoki zachodnie również ścianą do kotła Walentkowe Kamienne w Dolinie Walentkowej.
Pierwsze znane przejście Walentkową Granią: latem Tadeusz Grabowski i Adam Staniszewski w 1907 r., zimą Edúard Ganoczi i István Zamkovszky w 1927 r.